# Temple du feu de Rey
Le temple du feu de Rey (en persan : آتشکده ری, Âtashkadeh-e Rey) est un ancien lieu de culte zoroastrien situé à Rey, sur la colline de Mile, au sud de Téhéran en Iran.
Il constitue l'un des plus anciens témoignages architecturaux du culte du feu dans la région.

## Histoire
Selon Moravvéjozzahab de Mass'oudî et l'Histoire de Tabarî, le temple aurait été fondé par le roi mythique Fereydoun Shâh, qui aurait ordonné la construction de plusieurs temples du feu à Tous, Boukhârâ, Sistan et Rey.
Le temple aurait été restauré sous le règne du souverain sassanide Khosro Ier Anouchiravân (531–579), connu pour ses réformes et son mécénat. À proximité se trouvait un hôpital réputé, dirigé un temps par le médecin Zakaryâ Râzî (aussi Rhazès).

### Personnage fondateur: Fereydoun Shâh
Le temple tire son nom d'un personnage mythique emblématique de la tradition iranienne, Fereydoun, héros du Shâhnâmeh de Ferdowsi. Roi légendaire, il est célébré pour avoir vaincu le tyran Zahhak et restauré la justice.
Fereydoun est également connu pour avoir partagé son royaume entre ses trois fils : 
Salm (en), Tour (en) et Iradj, ce qui déclencha les conflits mythiques entre l'Iran et le Touran. Son règne, associé à l'équité et à la sagesse, fait de lui une figure tutélaire dans l'imaginaire iranien.
La mention du nom Fereydoun Shâh dans la tradition architecturale du site semble refléter cette portée symbolique, suggérant que le lieu incarne des valeurs de justice, de renouveau et d'héritage ancestral.

## Architecture
Le temple comportait :
- Une chambre voûtée centrale, abritant le feu sacré ;
- Huit entrées symboliques ;
- Des salles octogonales annexes ;
- Un jardin entourant le sanctuaire.

La lumière du soleil ne devait pas atteindre directement le feu, conformément aux prescriptions zoroastriennes.

## Localisation et vestiges
Les ruines se trouvent sur la colline de Mile, près de la route de Varamine. Il subsiste quelques blocs de pierre massifs. Le site est parfois désigné sous le nom de l'Étang, en raison de sa topographie fertile et de la présence d'eau autour de la colline.

## Signification religieuse
Dans le zoroastrisme, le feu incarne la vérité et la pureté. Le temple était un lieu spirituel majeur où les fidèles honoraient Ahura Mazda à travers la flamme éternelle.

Temple du feu de Rey
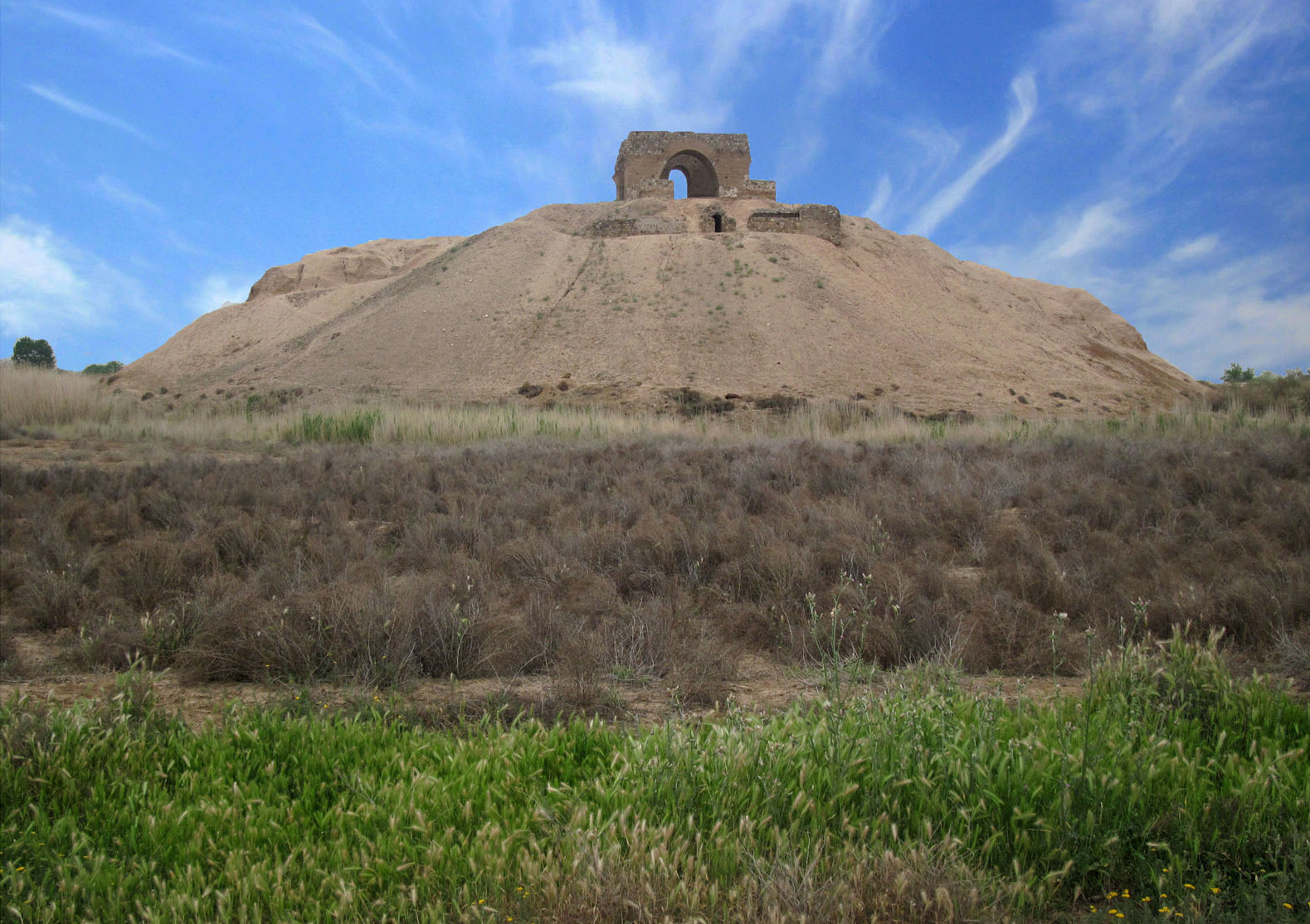
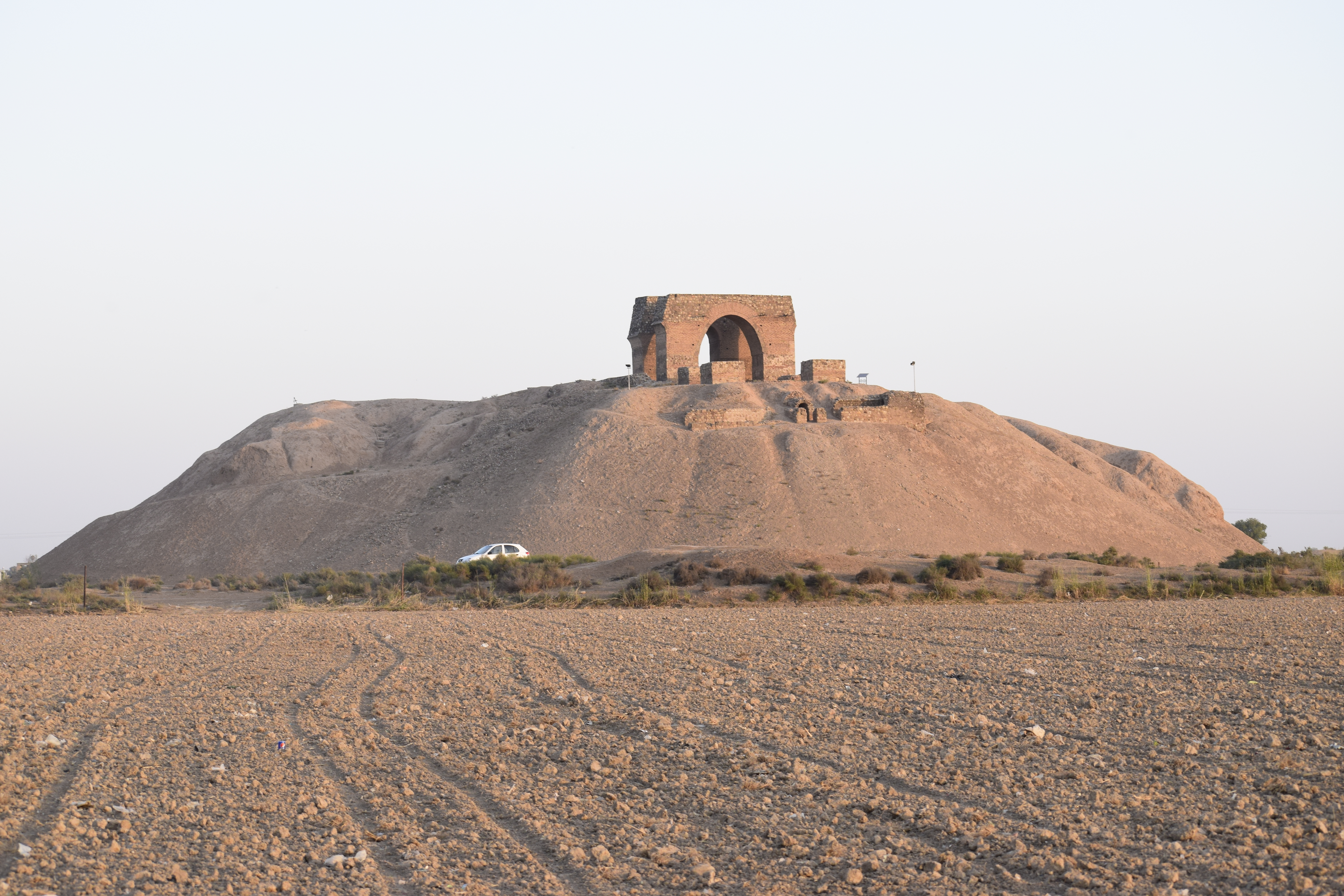
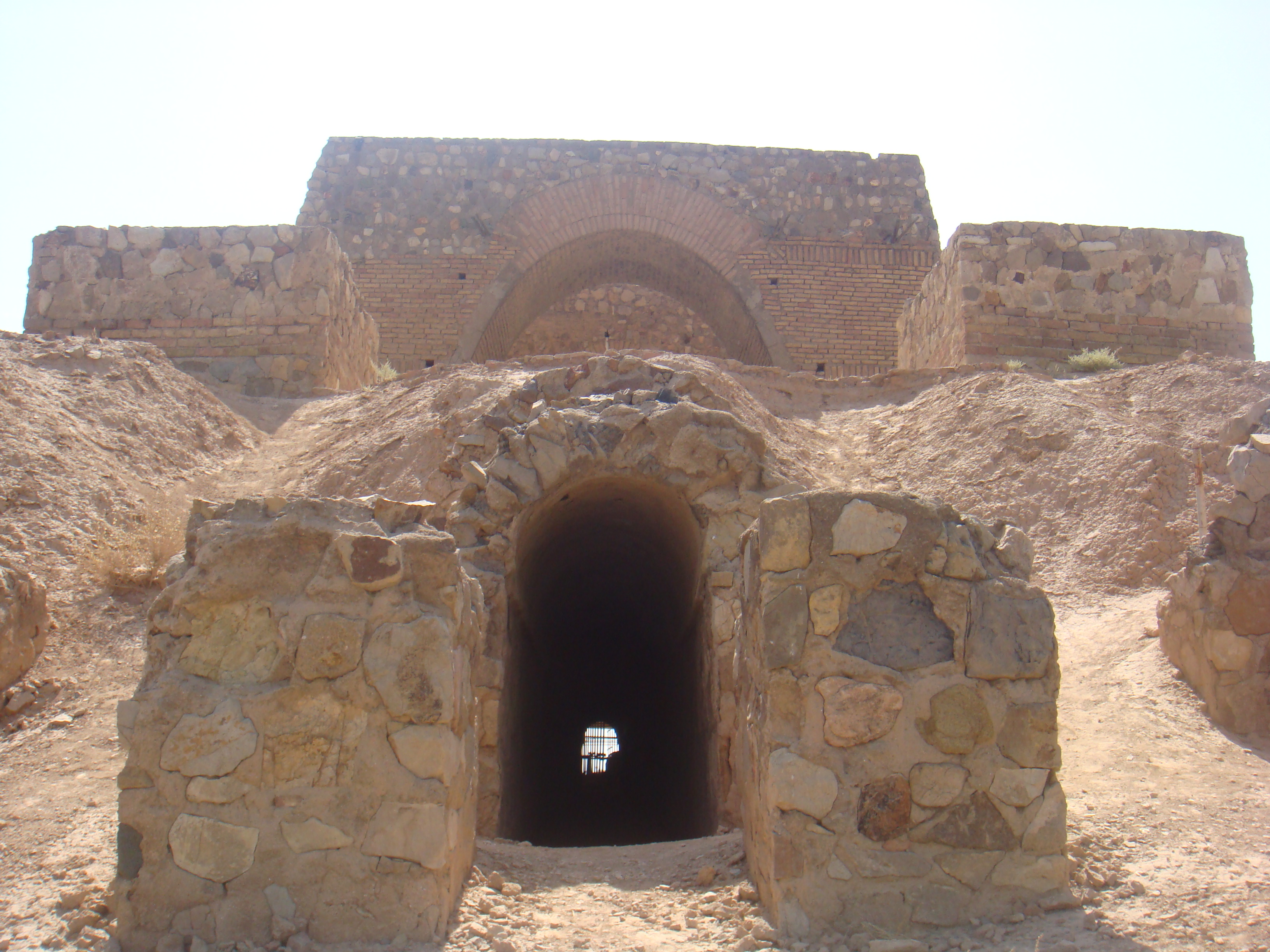
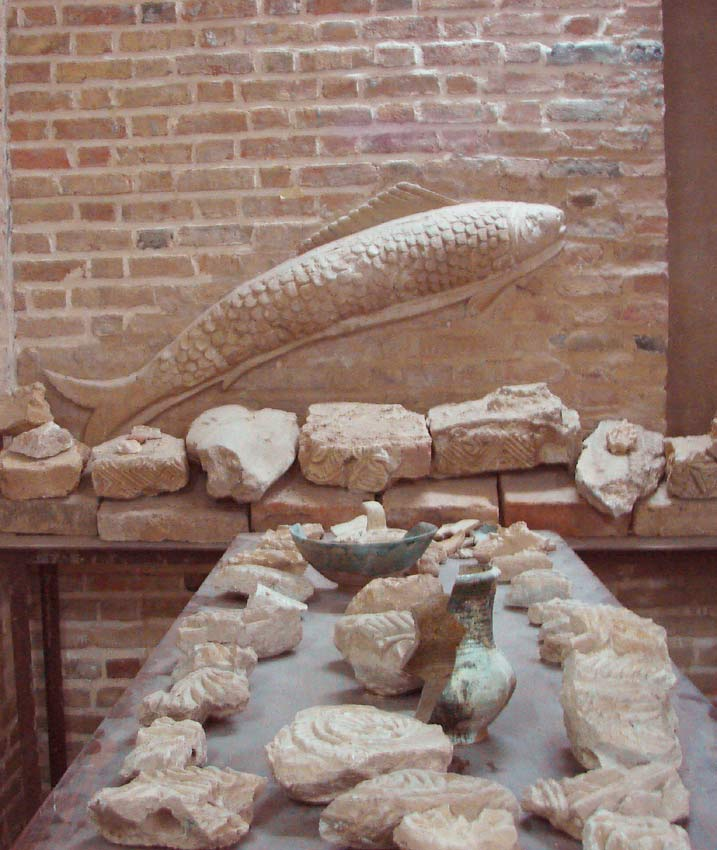